# Topsham (Maine)
Pour les articles homonymes, voir Topsham.
La ville de Topsham est située dans le comté de Sagadahoc, dans l’État du Maine, aux États-Unis. Sa population s’élevait à 8 784 habitants lors du recensement de 2010, estimée à 8 715 habitants en 2014. Elle fait partie de l'aire métropolitaine de Portland

## Source
- (en) Cet article est partiellement ou en totalité issu de l’article de Wikipédia en anglais intitulé « Topsham, Maine » (voir la liste des auteurs).